# Toshiya Miura
Toshiya Miura (Iwate, 16 de julho de 1963) é um treinador de futebol japônes. Foi treinador do Vissel Kobe e da seleção tailandesa de futebol Sub-20. Atualmente está sem clube.[carece de fontes?]